# 肥田木基昌
肥田木 基昌（ひだき もとよし、1850年（嘉永3年8月）- 1906年（明治39年）5月10日）は、明治期の政治家。衆議院議員、宮崎県西諸県郡飯野村長。

## 経歴
日向国諸県郡飯野郷大明司村（宮崎県北諸県郡飯野郷大明司村、西諸県郡飯野郷大明司村、飯野村大字大明司、飯野町、えびの町を経て現えびの市大明司）で生まれた。漢学を修めた。
飯野村長、飯野村会議員、宮崎県会議員を務めた。1894年（明治27年）9月、第4回衆議院議員総選挙（宮崎県第2区、自由党）で当選し、衆議院議員に1期在任した。